# Xenomania
Xenomania è una delle squadre di produttori musicali britanniche più importanti, ideata dall'autore e produttore Brian Higgins. Il nome Xenomania significa, a detta dello stesso Higgins, "the exact opposite of Xenophobia...a love of everything, of all cultures" ("l'esatto opposto di xenofobia...un amore per tutto e per tutte le culture"). La squadra di autori si compone di Nick Coler, Giselle Sommerville, Miranda Cooper (conosciuta anche come Moonbaby), Lisa Cowling, Tim Powell, e Matt Gray.

## Caratteristiche
Xenomania produce musica pop con influenze di musica elettronica e power pop, tra cui numerose hit degli anni 2000 tra cui tutti i singoli delle Girls Aloud e altri di artisti importanti come Gabriella Cilmi, Kylie Minogue, Cher e Sophie Ellis-Bextor. Più recentemente, nel 2009 hanno co-prodotto l'album dei Pet Shop Boys intitolato Yes.

## Storia

### Esordi: anni novanta
Le prime produzioni risalgono al terzo album di inediti di Dannii Minogue, Girl, del 1997, tra cui la traccia All I Wanna Do, estratta con successo come singolo. Il grande successo arriva nel 1998 con la produzione della hit mondiale di Cher Believe.

### Anni 2000
Negli anni 2000 continua l'attività di produzione; dal 2002 in particolare Xenomania produce tutte le canzoni del gruppo britannico delle Girls Aloud, nato dalla versione britannica del talent show Popstars e di grande successo in patria, con numerosissimi singoli nella top10 nazionale tutti scritti dalla squadra Xenomania.
Nel 2007 hanno invece collaborato per la realizzazione del terzo album di Sophie Ellis-Bextor Trip the Light Fantastic e per il quinto delle Sugababes Change, oltre ad aver collaborato per tracce di Alesha Dixon e Franz Ferdinand.
Il 2008 si apre con la produzione dell'album di debutto della giovane cantante australiana Gabriella Cilmi Lessons to Be Learned ed il singolo di lancio Sweet About Me, successo mondiale. L'anno si chiude con la produzione di Out of Control quinto album delle Girls Aloud.
Dopo una collaborazione annunciata già nella primavera del 2008 finalmente il 23 marzo 2009 viene pubblicato l'album Yes dei Pet Shop Boys, che ottiene un gran successo in diverse classifiche, soprattutto europee.
Il 5 ottobre 2009 viene prodotto un album live delle Girls Aloud, Out of Control: Live from the O2.

## Lista di artisti prodotti da Brian Higgins/Xenomania
- Abs Breen
- Amelia Lily
- Annie
- Natacha Atlas
- Bananarama
- Sophie Ellis-Bextor
- Melanie Blatt
- Cher
- Chicane
- Gabriella Cilmi
- Alesha Dixon
- Jason Downs
- Saint Etienne
- Frank
- Franz Ferdinand
- Girls Aloud
- Jem
- Kaiser Chiefs
- Lene Nystrom
- Mania
- Dannii Minogue
- Kylie Minogue
- Pet Shop Boys
- Sean Sennett
- Moonbaby
- Rachel Stevens
- Alexis Strum
- Sugababes
- Texas
- V